# پلزنت هیل (تنسی)
پلزنت هیل(به انگلیسی: Pleasant Hill) شهری در ایالت تنسی کشور ایالات متحده آمریکا است که جمعیت آن در سرشماری سال ۲۰۱۰ میلادی، ۵۶۳ نفر بوده‌است.